# خصیبی
ابو عبدالله حسین بن حمدان جُنبلانی خصیبی (عربی: الحسین بن حمدان الخصیبی)، که عمدتاً به عنوان خصیبی شناخته شده (؟ – 969) (عربی: الخصیبی) اهل روستایی به نام جنبلا بین کوفه و واسط در عراق بود، که مرکز قرمطیان بود. او عضو یک خانواده خوب و تحصیلکرده بوده و روابط نزدیکی با یازدهمین امام شیعیان امامیه، حسن عسکری، داشت. همچنین خصیبی با یکی از عالمان مهم علوی نصیری، که در حال حاضر در حال حاضر سوریه، جنوب ترکیه و شمال لبنان حضور دارند، نزدیک بود.

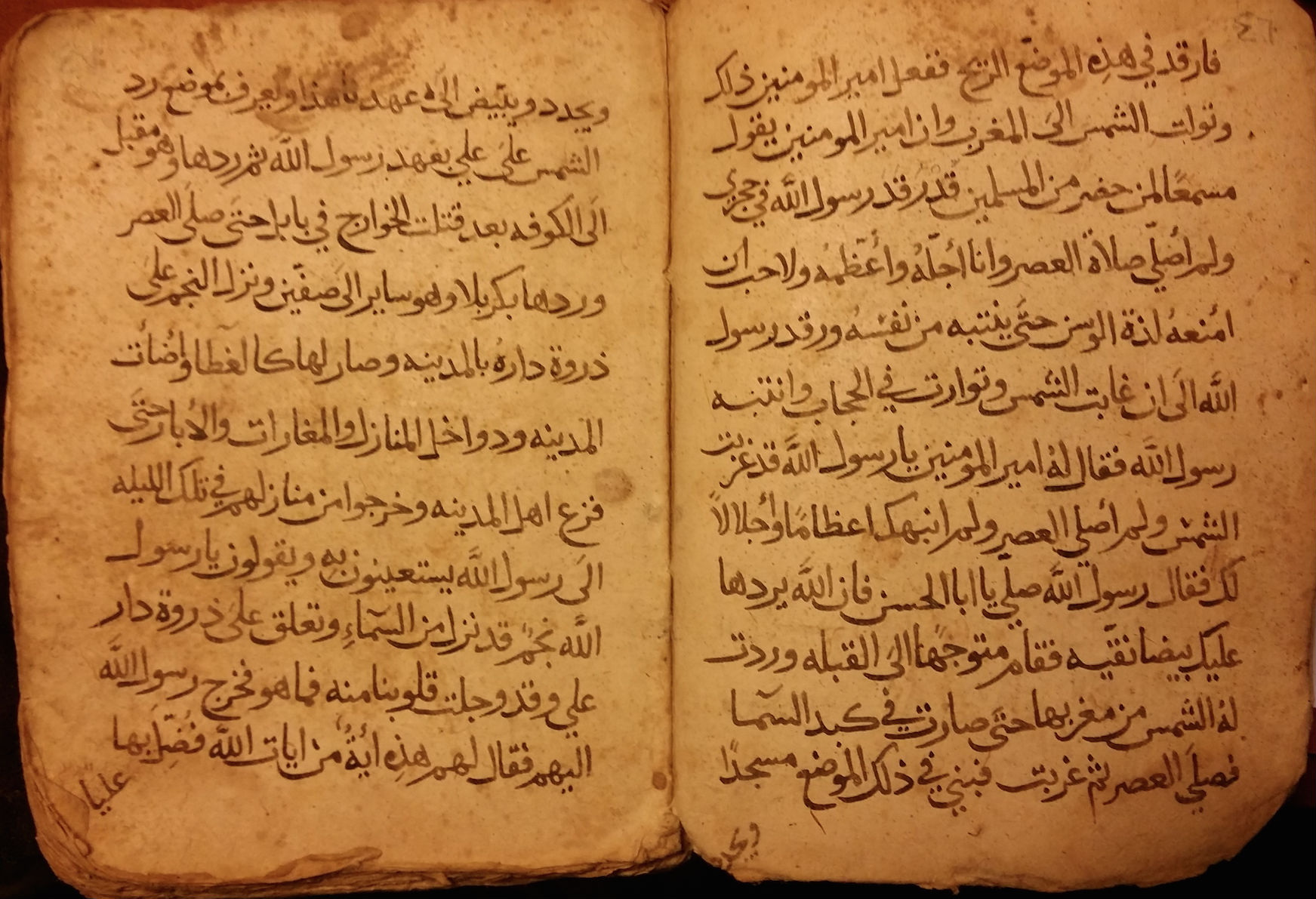
نسخه خطی اثری از الخصیبی، نسخه برداری شده در سال ۱۵۰۸، مصر. مجموعه آدیلنور، سوئد.

الخصیبی مدتی به اتهام قرمطی بودن در بغداد زندانی بود. به گفته علویان، وی پس از استقرار در حلب، تحت حکومت سلسله شیعه حمدانی، حمایت و کمک حاکم آن، سیف الدوله، را در گسترش تعالیم خود جلب کرد. او بعداً کتاب الهدایة الکبری را به حامی خود تقدیم کرد. او در حلب درگذشت و بر مزارش که به زیارتگاه مقدس تبدیل شد، نام شیخ یبرق نوشته شده‌است.
او چندین باور منحصر به فرد را آموزش و تبلیغ کرد. یکی از این باورها این بود که عیسی، هر یک از پیامبران از آدم تا محمد، و همچنین شخصیت‌های دیگری مانند سقراط، افلاطون، برخی از اجداد محمد بوده‌اند. به همین ترتیب، دیگر شخصیت‌های تاریخی تجسم علی و سلمان فارسی شمرده شدند.
او و آثارش مورد ستایش عالم بانفوذ شیعه ایرانی محمد باقر مجلسی قرار گرفته.

## مواجهه با دکترین نصیری
اولین آشنایی خصیبی با تعالیم ابن نصیر، از طریق عبدالله الجنان بود که شاگرد محمد بن جنداب بود که خود او نیز شاگرد نصیر بود. خصیبی که از طریق الجنان وارد این دکترین شد، اکنون «پسر روحانی» یا مرید الجنان به حساب می‌رفت. اما با مرگ الجنان، خصیبی ابزاری برای ادامه تمرین و مطالعه این دکترین نداشت. این دوره خشکی بعداً با برخورد او با علی بن احمد که ادعا می‌کرد شاگرد مستقیم نصیر است، پایان یافت.
به این ترتیب، خصیبی هم از الجنان و هم از علی بن احمد نقل می‌کرد و بدین ترتیب به انتقال عقاید نصیری ادامه داد. خصیبی لزوماً معتقد نبود که نماینده یک گروه شورشی و منشعب از شیعیان است، بلکه معتقد بود که او دارای دکترین واقعی شیعیان است.
خصیبی، مؤسس فرقه علوی در دوران حکومت خود، از حمایت سیف الدوله بهره‌مند شد. خصیبی حلب را به مرکز ثابت فرقه جدید خود تبدیل کرد و با تعالیم خود مبلغانی را از آنجا تا ایران و مصر فرستاد. اثر اصلی کلامی او، کتاب الهدایة الکبری، به حامی او، فرمانروای حمدانیان، تقدیم شد. سیف‌الدوله ترویج فعال تشیع را شروع کرده بود که به موجب آن، در قرن ۱۲ میلادی، سوریه میزبان یک جمعیت شیعه بزرگ شد.